# Toyota Prius
De Toyota Prius is een automodel van de Japanse autofabrikant Toyota. Dit automodel beschikt sinds introductie over een hybride aandrijflijn; de Prius beschikt zowel over een verbrandingsmotor als een elektromotor. De naam 'Prius' betekent in het Latijn iets als 'de eerste' (première).

## Geschiedenis en ontwikkeling
Eiji Toyoda, voormalig bedrijfsleider van Toyota, stelde in 1990 dat de toenmalige wijze waarop auto's ontwikkeld en geproduceerd werden niet houdbaar was voor de toekomst. In de jaren '90 onderging de Japanse economie het crashen van de vastgoedzeepbel, en produceerde Toyota luxueuze automodellen als de Toyota Celsior (Lexus LS 400). Dure, omvangrijke en vervuilende auto's waren volgens Toyota niet duurzaam genoeg om als bedrijf te overleven in de 21ste eeuw. 
Toyota stelde in 1992 een nieuw comité, het Toyota Environmental Committee, samen. Het doel van dit comité werd op 16 januari 1992 vastgelegd in het Toyota Earth Charter. In dit klimaatmandaat stelde Toyota zichzelf doelen op om automodellen te produceren welke een zo klein mogelijke negatieve impact hebben op het klimaat door:
- het minimaliseren van de emissie van uitlaatgassen;
- het verwijderen van schadelijk stoffen uit deze uitlaatgassen;
- voertuigen ontwikkelen welke een alternatieve energiebron gebruiken als brandstof;
- het productieproces te verduurzamen.[3]

Op 26 februari 1993 stelde Toyota hun eerste Toyota Environmental Action Plan op. In dit plan zijn 22 hoofdpunten opgesteld, waaronder het ontwikkelen van voertuigen met een elektrische aandrijflijn en het behalen van een gemiddeld lager brandstofverbruik in het jaar 2000.
In september 1993 zette Yoshiro Kimbara, vicepresident en leidinggevende aan de R&D-departement, het G21-project op; een comité om Toyota's voertuigen voor de 21ste eeuw te ontwikkelen. De deelnemers aan het G21-project kwamen met een primair concept als 'kleine carrosserie, grote interieurruimte' en een FF-layout (motor voorin het voertuig, voorwielaandrijving).

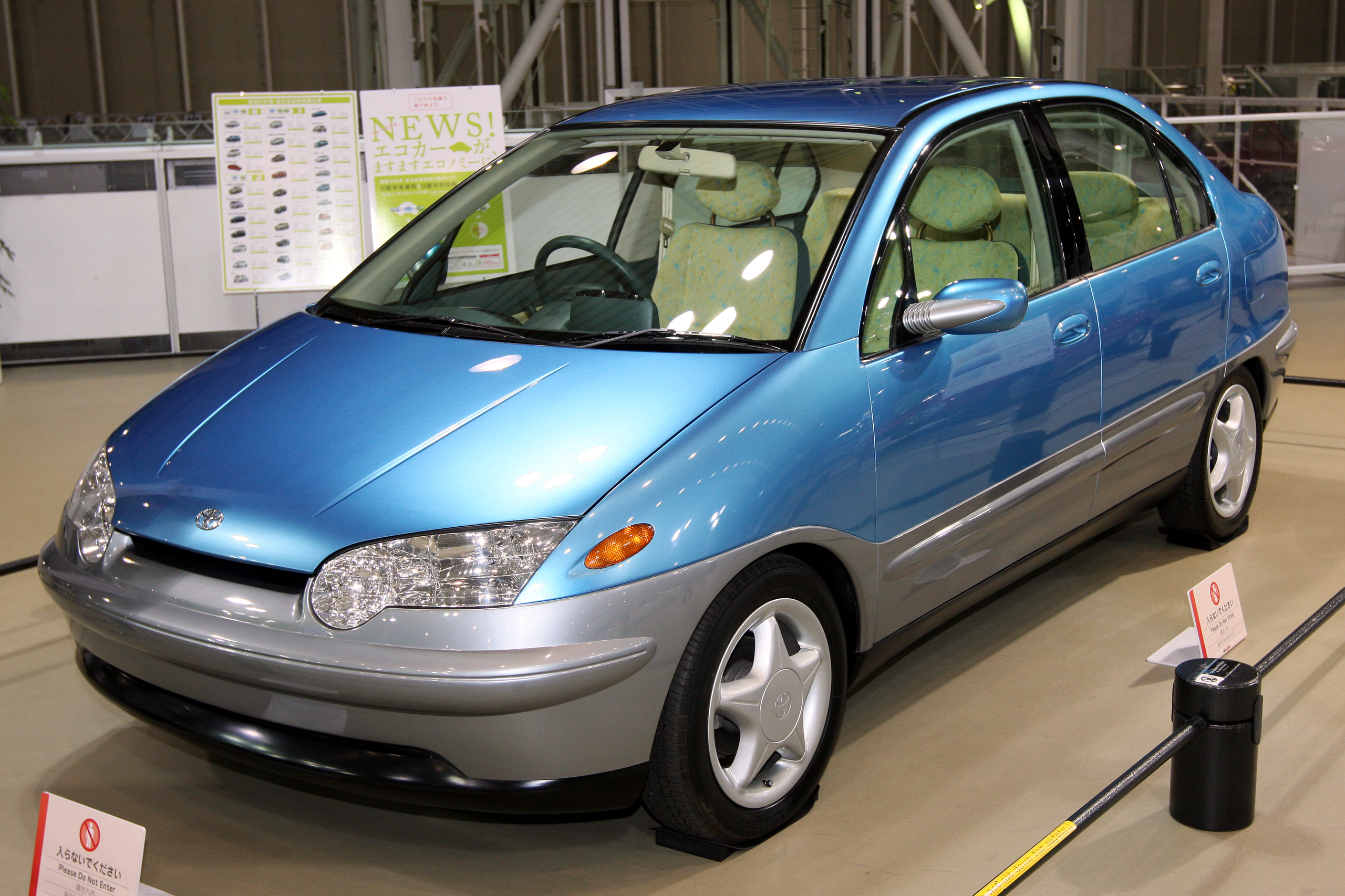
Toyota Prius prototype (1996)

Akihiro Wada verbood het om vele prototypes te bouwen, wat hiervoor zeer gebruikelijk was binnen de auto-industrie. Uiteindelijk zijn toch ongeveer 100 prototypes gebouwd, om de innovatieve hybride technologie te kunnen testen. In de vroege fase van ontwikkeling hadden de prototypes van Satoshi Ogiso te kampen met softwareproblemen en elektronische problemen, waardoor de testvoertuigen niet wilden starten.
Om een goede achterwielophanging te ontwikkelen werd gekeken naar de Peugeot 306 (Phase 1), 406 (Phase 1) en Volkswagen Golf (III). De 306 en 406 hadden volgens de technici van Toyota de juiste balans tussen comfort en goed stuurgedrag. De 306 en 406 maakten gebruik van onafhankelijke achterwielophanging, en de Golf maakte gebruik van een stuggere semi-onafhankelijke wielophanging met een torsie-as. De technici kozen uiteindelijk ervoor om het ontwerp van de Golf te imiteren en dus een (versterkte) torsie-as te ontwikkelen, omdat dit de laadruimte vergrootte. Hiroyuki Shimatani, verantwoordelijk voor de ondersteltechniek van de Prius, maakte zich zorgen over het compromis voor een torsie-as. De Japanse consument was volgens hem gesteld op comfort, en zou de stuggere verwerking van oneffenheden niet kunnen waarderen. De rubberen lagers in de torsie-as zouden zachter gemaakt kunnen worden, maar dat zou vervolgens leiden tot een onvoorspelbaar en onprettig stuurgedrag bij een  laterale verplaatsing zoals in bochten. Shimatani voegde om dat probleem aan te pakken de Tow Control Link toe, een aangepast draagarmrubber welke deze ongewenste beweging kan minimaliseren.
Productie startte in 1997 tot eind 2003. Van de eerste generatie werden er 160.000 auto's geproduceerd.
In februari 2004 werd de Prius II geïntroduceerd. Met een prijs vanaf €25.250 was dit een ruime, milieuvriendelijke en toch luxe auto in verschillende uitvoeringen. De Toyota Prius werd door een Europese vakjury van autojournalisten uitgeroepen tot Auto van het Jaar 2005 en ook in de Verenigde Staten werd dit model tot "Auto van het Jaar" gekozen, wat uniek is.
De Toyota Prius onderging voor modeljaar 2006 een kleine verjongingskuur. Aan de zogenaamde "hybride aandrijving" veranderde niets. In vergelijking met de auto uit 2004 had de vernieuwde Prius een iets ander front, nieuwe remlichten en stonden nieuwe lakkleuren op het programma. Het echte nieuws was de intelligente parkeerhulp. Het kwam erop neer dat de Prius zich voortaan zelf kon parkeren. Het stuurwiel draait uit zichzelf en de auto rijdt rustig achteruit een parkeervak in.
In juni 2009 kwam de derde generatie Prius op de markt. De nieuwste Prius werd uitgerust met een grotere benzinemotor van 1,8 liter en ook de overige afmetingen van de auto namen toe. Het brandstofverbruik daarentegen nam af. Volgens Toyota verbruikt de derde generatie Prius gemiddeld 1 liter per 20 km.
In augustus 2009 overschreed Toyota de grens van 2.000.000 hybride auto's. Hierin werden alle hybride modellen van Toyota en Lexus in verrekend, maar de Prius scoorde het hoogst met een aandeel van 70%.

### Eerste generatie (XW10; 1997-2003)

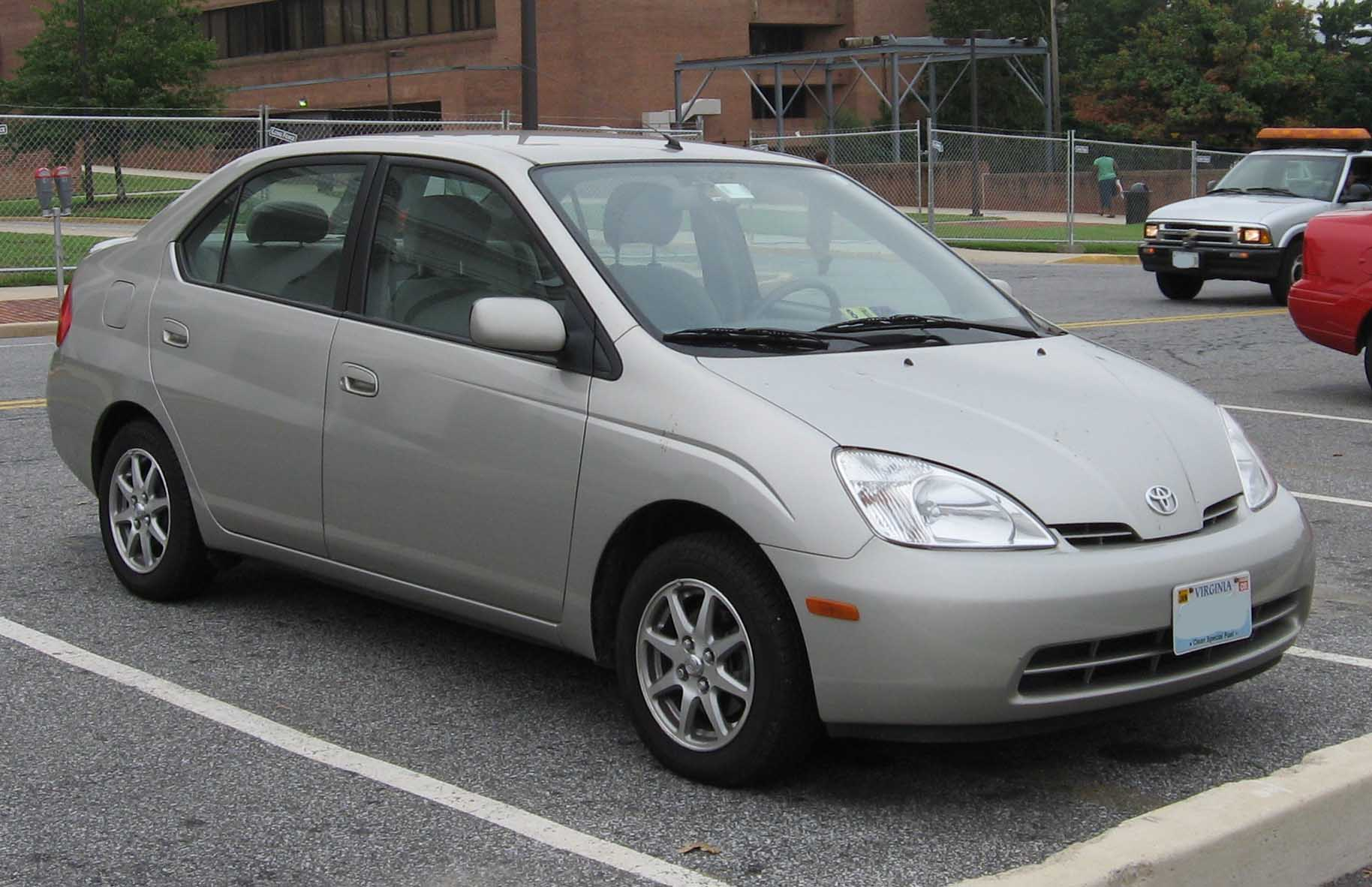
Toyota Prius NWH11

De eerste generatie Toyota Prius werd in oktober 1997 geïntroduceerd in Japan, twee maanden voor op schema. De Prius verscheen in september 2000 in Nederland. De eerste generatie Prius was een compacte sedan. 
In 1997 tijdens de introductie won de wagen de Car of the Year Japan-prijs.
Verkrijgbaar op de Europese markt als NHW11/linksgestuurd vanaf september 2000.
De productie van de eerste generatie eindigde in 2003 na 37.425 exemplaren.

### Tweede generatie (XW20; 2003-2009)

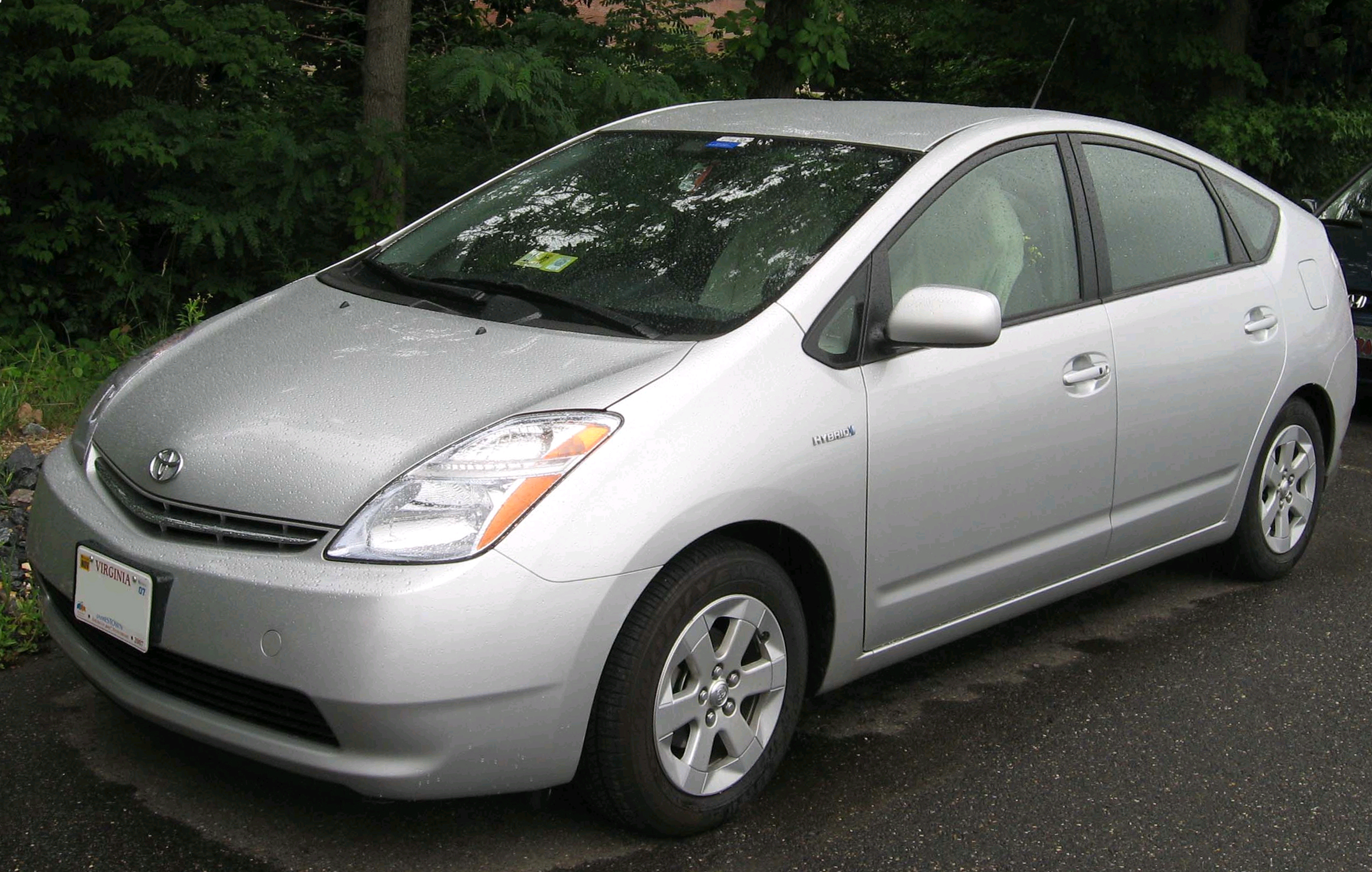
Toyota Prius ll (2003-2009)

De tweede generatie Prius kreeg een heel nieuw uiterlijk. Het werd een mid-size liftback met nieuw interieur en kofferruimte. De tweede generatie werd gezien als comfortabeler dan de eerste. Het model was 15 cm langer dan het vorige model. In totaal zijn er 1.192.000 tweedegeneratie-Priussen verkocht.

### Derde generatie (XW30; 2009-2016)

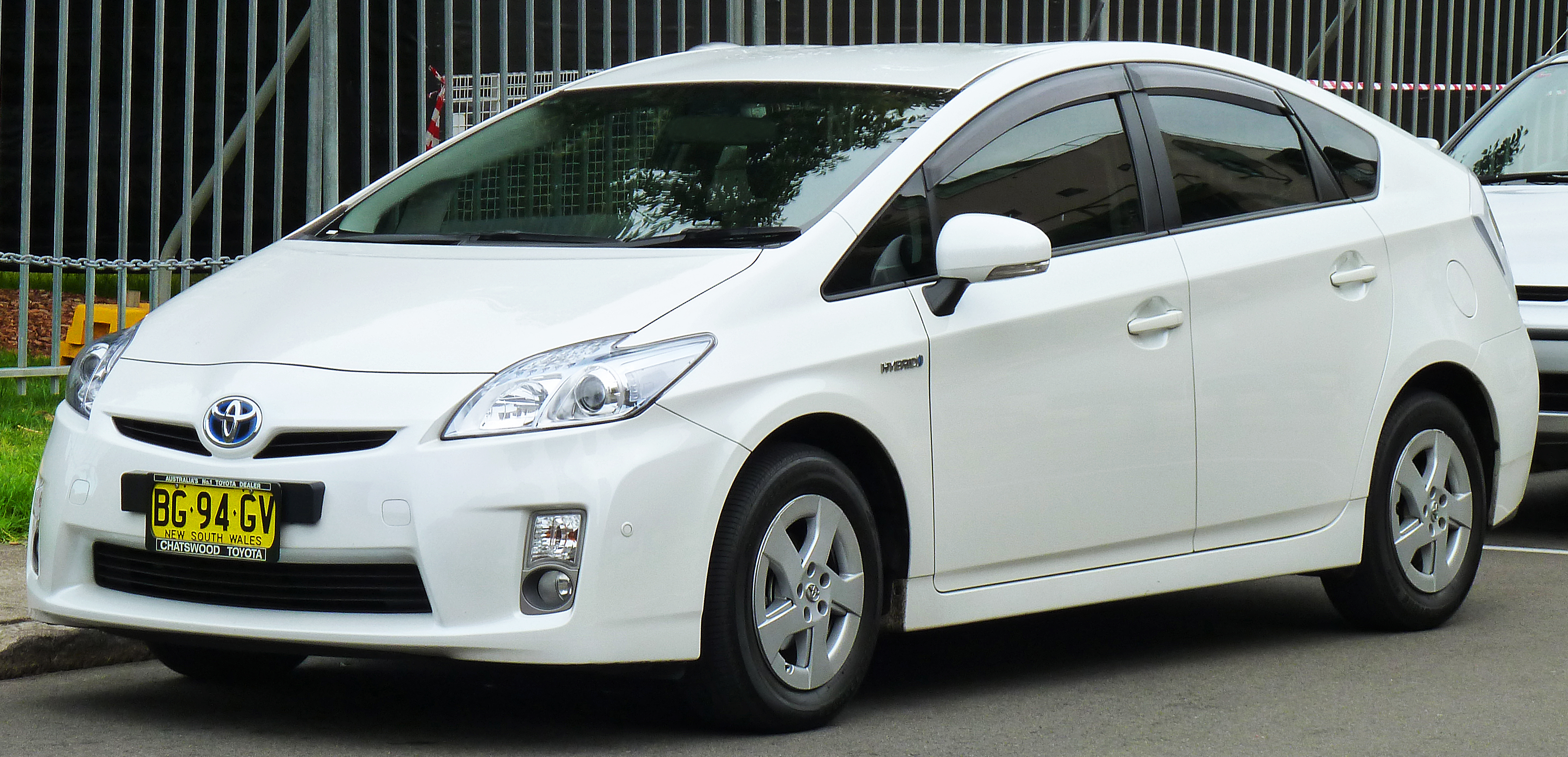
Toyota Prius III

De derde generatie Prius werd voor het eerst verkocht in Japan op 18 mei 2009. Bij de introductie won de auto de Car of the Year Japan prijs. In juni 2013 had Toyota wereldwijd 1.688.000 derdegeneratie-Priussen verkocht.  Er werden tot en met 2015 meer dan 2.405.000 derdegeneratie-Priussen verkocht.

### Vierde generatie (XW50; 2016-2022)

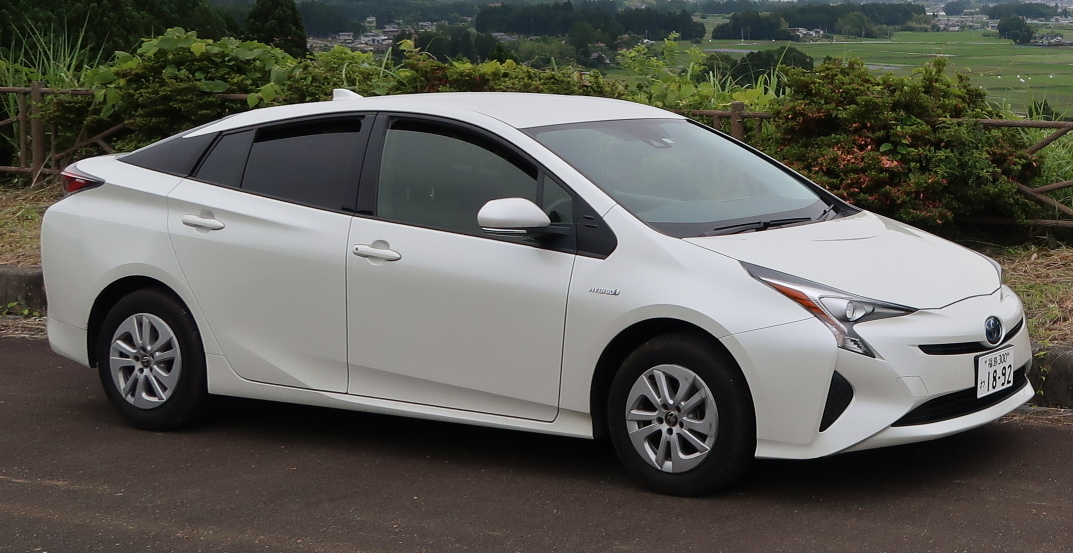
Toyota Prius IV

De vierde generatie Prius werd voor het eerst tentoongesteld op de autoshow van Las Vegas in september 2015. Sinds december 2015 is hij in Japan te koop. In Europa begint de verkoop medio 2016. De nieuwe Prius heeft weer een 1.8 liter-benzinemotor (72 kW) die in combinatie met een 53kW-elektromotor een gecombineerd vermogen kan leveren van 90 kW. Van deze Prius verschijnt ook weer een plug-in-versie. Ook een versie met een zonnedak, waarmee de accu kan worden bijgeladen, werd geleverd. Er werden tot en met 2022 meer dan 1.500.000 vierdegeneratie-Priussen verkocht.

### Vijfde generatie (XW60; 2023-20..)
Dit overzicht is mogelijk incompleet; u kunt helpen door het uit te breiden.

## Prius Wagon
In 2012 kwam Toyota met de Prius Wagon, in andere landen ook wel Prius + of plus genoemd. Dit model heeft dezelfde techniek als de Prius 3, maar kent zeven zitplaatsen. Het model is enkele centimeters langer, breder en hoger dan de Prius 3 en is voor de Nederlandse markt het grootste model. In feite betreft het hier een MPV-model, vanwege de hogere zithouding en de flexibele indeling van het interieur.

## Plug-in Prius
In 2010 werden de eerste plug-in-modellen van de Prius in productie genomen. Bij dit model kan een extra accu door een externe bron worden opgeladen, bijvoorbeeld thuis, op het werk of bij een los oplaadpunt. Sinds 2012 is de Plug-in Prius in Nederland te koop.

## Problemen
Bij de Toyota Prius werden in 2010 problemen met het remsysteem ontdekt. Dit zorgde volgens de media in de Verenigde Staten voor vier ongelukken. Het probleem zat in de software van het antiblokkeersysteem. Toyota haalde wereldwijd ruim 300.000 exemplaren van de Toyota Prius terug voor een software-update.
De update van de software werd wereldwijd aangebracht in alle auto's van het model Prius III. De aanpassing gold niet voor de eerste (2000 – 2004) en tweede (2004 – medio 2009) generatie Toyota Prius. In Nederland waren 8.432 exemplaren van de Prius III betrokken.

## Trivia
- Het model 2004 van de Toyota Prius is zeer populair bij verschillende Amerikaanse acteurs, zoals Leonardo DiCaprio. Dit heeft mogelijk te maken met het milieuvriendelijke imago dat deze auto heeft.
- De 2e en 3e generatie Prius is bekend bij autodieven, die vaak de makkelijk bereikbare katalysator stelen en verkopen voor enkele tientallen euro's.